# روز نوري شاويس
روز نوري شاويس هو سياسي عراقي كردي وعضو في الحزب الديمقراطي الكردستاني كان نائب رئيس مجلس الوزراء العراقي في حكومة إبراهيم الجعفري، وحكومة نوري المالكي الثانية.

## ولادته ونشاته
ولد في سنة 1947م، في مدينة السليمانية في العراق، وكان والدهُ (نوري شاويس) شخصية سياسية كردية معروفة أكمل دراستهُ الابتدائية متنقلاً بين بغداد وكركوك والموصل وأكملَ دراسته الإعدادية في السليمانية، ودخل بعدها جامعة الموصل في سنة 1966م، في قسم الهندسة الكهربائية، وثُم سافرَ إلى ألمانيا الشرقية لإكمال الدراسات العُليا هُناك وحَصلَ على شهادة الدكتوراه في الهندسة الكهربائية، وثم أصبح رئيسا لجبهة الطلاب الكُرد في أوروبا وبعد ذلك التحق بالانتفاضة الكردية في سنة 1979م .

## المناصب والأعمال
- تولى رئاسة برلمان الإقليم لغاية 2004م، وأصبح ممثلاً لمسعود برزاني في مجلس الحكم في 2004م، ومن ثم أصبح نائب لرئيس الجمهورية لغازي مشعل عجيل الياور.
- وبعدها شغل منصب نائب للوزراء في حكومة إبراهيم الجعفري في 2005م.
- في سنة 2010م، أصبح نائب رئيس الوزراء مرة أخرى في حكومة نوري المالكي الثانية.[5]
- في سنة 2014م، تم اختياره لشغل منصب نائب رئيس مجلس الوزراء في حكومة حيدر العبادي.
- في 9 أغسطس 2015 أعلن حيدر العبادي عن مجموعة قرارات وإصلاحات أبرزها إلغاء مناصب نواب رئيس الجمهورية (نوري المالكي وأسامة النجيفي وإياد علاوي) ونواب رئيس مجلس الوزراء (بهاء الأعرجي وصالح المطلك وروز نوري شاويس) في استجابة للاحتجاجات الشعبية الأخيرة، وأقر مجلس الوزراء العراقي القرارات التي أصدرها.[6]

## وفاته
توفي يوم الاثنين 15 فبراير 2021 ميلاديًّا، الموافق 3 رجب 1442 هجريًّا، عن عمر ناهز 74 عامًا في أحد مستشفيات أربيل بعد معاناته من مرضٍ عضال.